# Honungsfacelia

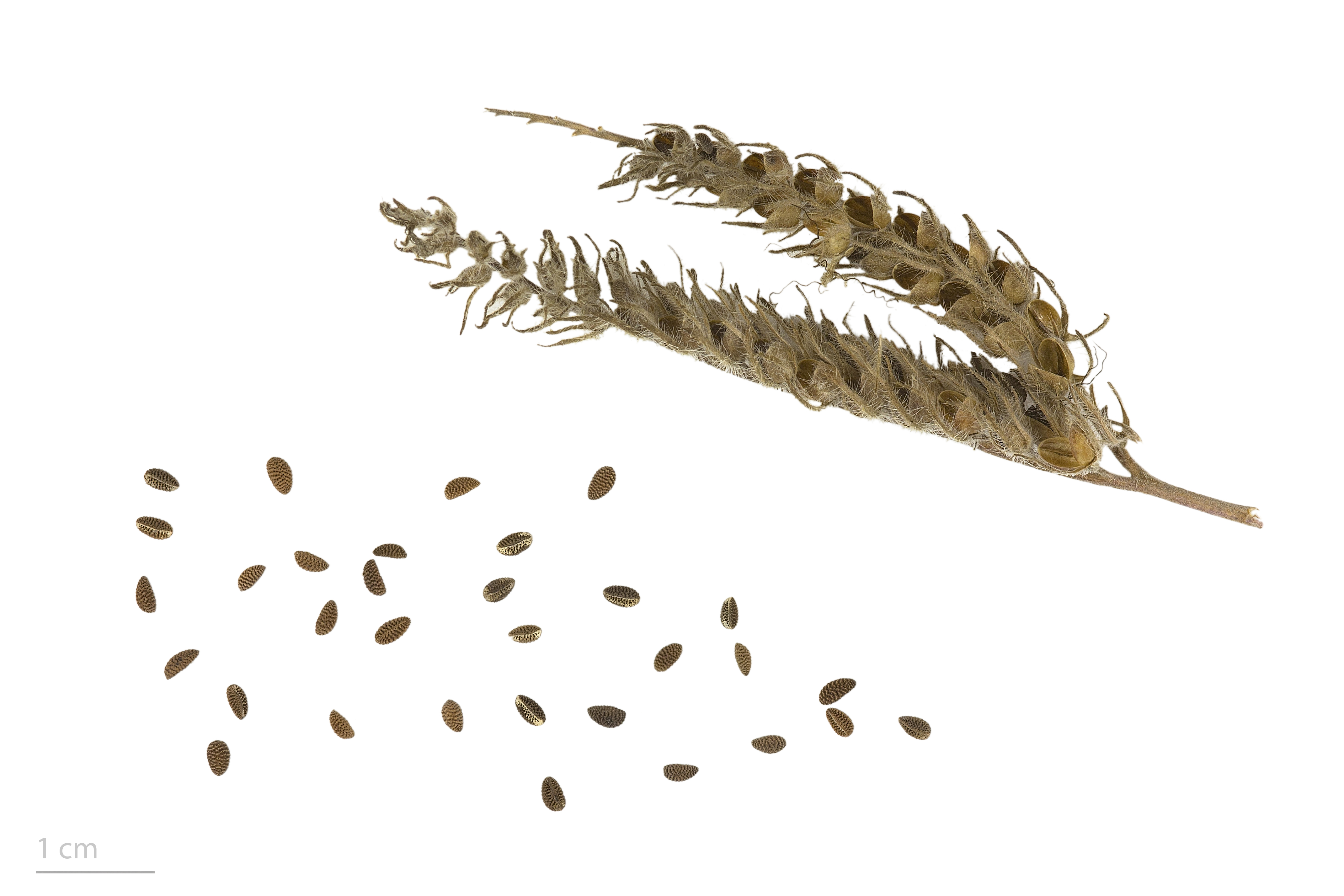
Phacelia tanacetifolia

Honungsfacelia (Phacelia tanacetifolia) är en ört i underfamiljen indiankålsväxter i familjen strävbladiga växter. Arten förekommer naturligt i västra USA, men odlas som kulturväxt inom den ekologiska odlingen i Europa och andra delar av världen. Vanligen odlas den som biväxt och efter blomning slås grönmassan av och myllas ner som gröngödsling. Växtens blomning tjänar också i bekämpningen av bladlöss. I Sverige förekommer den även förvildad. Honungsfacelian är ettårig.

## Beskrivning
Honungsfacelia har upprätt stjälk och ljust violetta klocklika blommor. Stjälken är försedd med fina, styva hår och kan ofta vara förgrenad upptill. Bladen är parflikiga och sitter strödda längs stjälken. Blomställningen är ett ensidigt knippe. Under knoppstadiet är knippet hoprullat. Blomkronan är femflikig. Ståndarna är långa och når utanför den klocklika blomman. Kronbladens kant är lite rundad med trubbig spets. Växten bildar fröhus i form enrummiga kapslar.

## Odling
Honungsfacelia odlas för gröngödsling och som näringsväxt för bin och för prydnad i trädgårdar. Den binder inte kväve som ärtväxter gör men har djupgående rötter som luckrar upp jorden och kan dra upp näring ur djupare lager. Den grönmassa som bildas bidrar när den myllas ner till bättre mullhalt i jorden. För bin är honungsfacelia en bra näringsväxt därför att blomman bildar mycket nektar.
Honungsfacelia är ganska anspråkslös och går att odla på de flesta jordar, men bäst trivs arten på något sandig mark och i ett soligt läge. Alltför fuktig mark, där vatten kan bli stående, är en olämplig växtplats eftersom den då kan angripas av svampsjukdomar, annars är det en robust och motståndskraftig växt. Om den tillåts gå i frö så kan den självså sig.